# Cedynia
Cedynia (niem. Zehden, łac. Cedene) – miasto w północno-zachodniej Polsce, w województwie zachodniopomorskim, w powiecie gryfińskim, siedziba gminy miejsko-wiejskiej Cedynia. Najdalej na zachód położone miasto Polski, w zachodniej części pasa Pojezierza Zachodniopomorskiego.
Według danych z 31 grudnia 2021 roku Cedynia liczyła 1470 mieszkańców.

## Położenie
Cedynia jest najdalej na zachód położonym miastem Polski. Znajduje się w zachodniej części woj. zachodniopomorskiego, w południowo-zachodniej części powiatu gryfińskiego. Leży na zachodnim krańcu Pojezierza Myśliborskiego, na kilku wzniesieniach Wzgórz Krzymowskich (dochodzących do 60 m n.p.m.). Na zachód od miasta rozciąga się szeroko polder, który powstał w wyniku regulacji Odry w XIX wieku. Obszar ten, zwany Żuławami Cedyńskimi, znajduje się nawet w nieznacznej depresji – 0,3 m p.p.m.
Pod względem historycznym Cedynia leży na Pomorzu Zachodnim.
Według danych z 1 stycznia 2009 roku powierzchnia miasta wynosi 1,67 km².

## Historia
Już w VII–VI wieku p.n.e. powstało na terenie dzisiejszej Cedyni, obronne osiedle kultury łużyckiej. W IX–XII wieku, w miejscu osiedla powstał gród miejscowych Słowian strzegący przeprawy przez Odrę na drodze łączącej Połabie z Pomorzem.

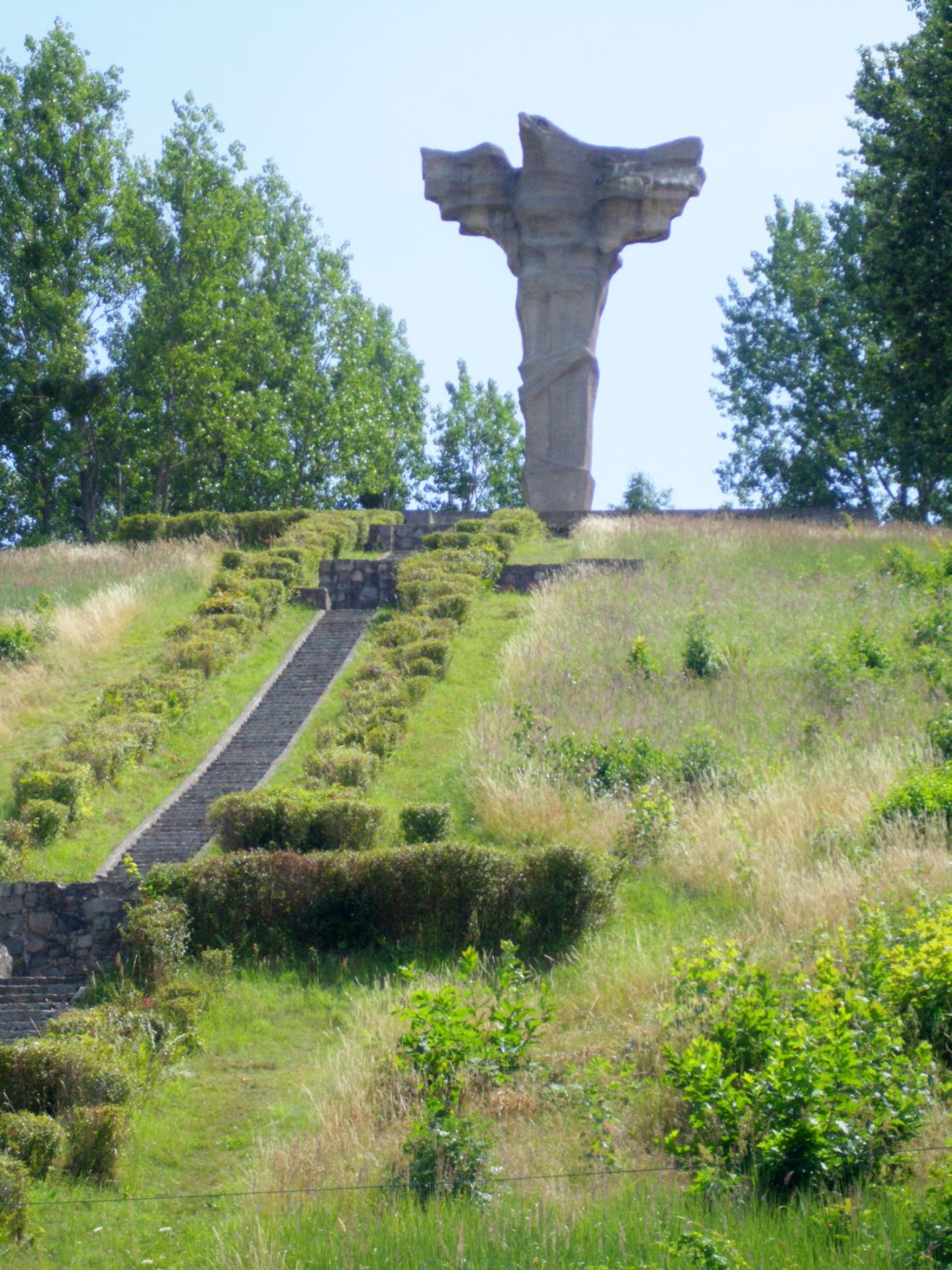
Pomnik bitwy pod Cedynią

Ok. 960 gród został opanowany przez księcia polskiego Mieszka I i rozbudowany jako twierdza graniczna, z tym grodem identyfikowana jest lokalizacja bitwy stoczonej w 972 roku. Pod grodem Mieszko I i jego brat Czcibor stoczył zwycięską bitwę o ujście Odry z margrabią Hodonem. W XII–XIII wieku Cedynia była siedzibą kasztelanii. W 1252 roku gród zajęli Brandenburczycy, którzy sprowadzili tu misjonarzy. W okolicy wybudowano liczne klasztory, w tym w 1266 roku klasztor cystersów w Cedyni. Został on uposażony w liczne dobra ziemskie, przez co zyskał duży wpływ na sytuację gospodarczą i ekonomiczną okolicy.
W 1295 Cedynia została wspomniana w bulli papieża Bonifacego VIII.
Miejscowość otrzymała w 1299 roku prawa miejskie, a w 1346 roku w Cedyni powstała instytucja sądu. Pomiędzy 1373 a 1402 we władaniu Korony Czeskiej. Sfinalizowane zostały rozmowy w sprawie zakupu miasta i regionu przez Polskę, jednakże w 1402 król Zygmunt Luksemburczyk sprzedał Nową Marchię z miastem Zakonowi krzyżackiemu. Od 1452 roku burmistrza zaczęła wybierać rada miejska złożona ze starszyzny. Po wybuchu wojny trzynastoletniej w 1454 Krzyżacy sprzedali miasto Brandenburgii, w której władzę wówczas sprawował Fryderyk II, w celu pozyskania środków na prowadzenie wojny. Pod wpływem rozwoju ruchów reformatorskich w 1555 roku nastąpiła sekularyzacja zakonu, a ostatnia mniszka opuściła mury klasztoru w 1611 roku. Zabudowę przejęło miasto. Podczas wojny trzydziestoletniej Cedynia była zajęta przez Szwedów, a w 1631 roku król szwedzki Gustaw II Adolf wybrał sobie to miasto na swoją siedzibę. W 1637 roku pod miastem rozegrała się bitwa, w wyniku której poważnie ucierpiała zabudowa miasta, a zabudowania klasztorne popadły w ruinę.
W 1641 roku elektor Fryderyk Wilhelm I nakazał przebudować ruiny klasztoru na barokowy pałacyk myśliwski. Koniec XVII wieku był dla miasta tragiczny, ponieważ w 1699 roku zabudowę zniszczył wielki pożar, a kilka lat wcześniej Cedynię nawiedziła epidemia dżumy.

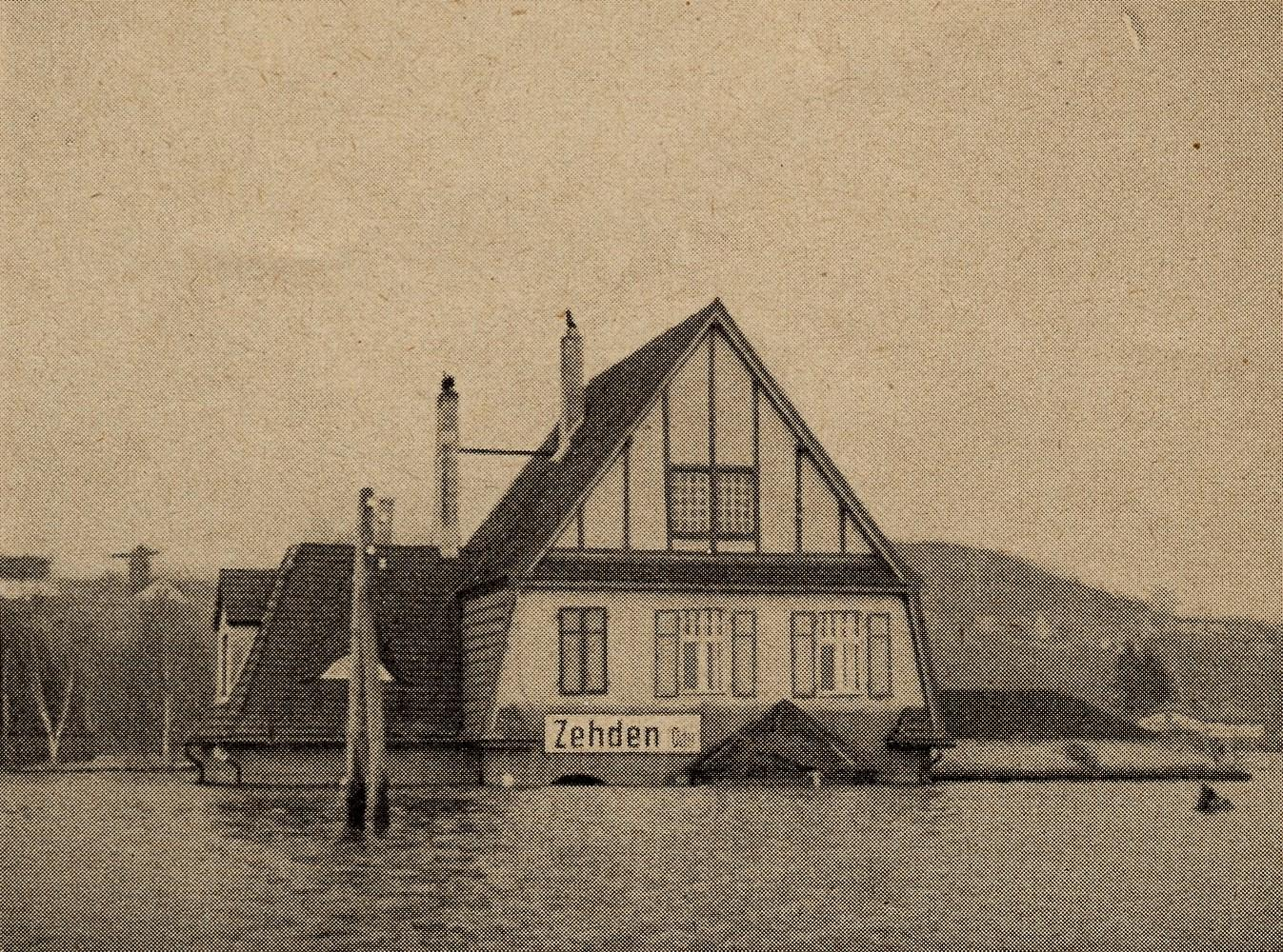
Dworzec kolejowy podczas powodzi w 1940

W 1701 roku Cedynia została częścią Prus i znalazła się w prowincji, której stolicą był Frankfurt nad Odrą. W Cedyni ustanowiono sąd okręgowy. W 1850 roku na miejscu części dawnego klasztoru wybudowano siedzibę poczty królewskiej. Wiek XIX przyniósł miastu rozwój przemysłu, wybudowano dużą cegielnię i browar. Po serii powodzi w latach 1820–1860 sztucznie zmieniono bieg Odry, koryto rzeki przesunięto ok. 2–3 km na zachód, powstały wówczas Żuławy Cedyńskie, upadło rybołówstwo i szkutnictwo. W 1885 roku Cedynia osiągnęła największą liczbę mieszkańców w swojej historii, miasto zamieszkiwało 1892 mieszkańców. Liczba ta spadła w 1910 roku do 1533 osób, aby w 1939 roku wzrosnąć do 1738. Na niski poziom rozwoju miasta miał wpływ fakt, że w pobliżu nie przebiegała żadna linia kolejowa. Dopiero w 1930 roku do Cedyni przedłużono tory wąskotorowej linii z Bad Freienwalde (Oder), trasę w 1944 roku pokonywało 7 składów. W marcu 1940 miasto nawiedziła duża powódź, która poważnie uszkodziła infrastrukturę miejską i linię kolejową. W styczniu 1945 roku rozpoczęły się walki, w wyniku których uszkodzono wszystkie pobliskie mosty drogowe na Odrze, a most kolejowy został całkowicie zniszczony. W dniu 3 lutego 1945 roku do miasta wkroczyły wojska Armii Czerwonej.
Po zakończeniu II wojny światowej miasto znalazło się w granicach administracyjnych Polski. Zabudowa była zniszczona w 45%, a miasto po wysiedleniu dotychczasowych mieszkańców było opuszczone. Wycofujący się Niemcy zniszczyli urządzenia melioracyjne doprowadzając do zalania Żuław Cedyńskich, ich osuszanie trwało trzy lata. Dopiero w ramach akcji przesiedleńczej do Cedyni trafili osadnicy z rejonów centralnych kraju oraz z dawnych kresów wschodnich. Przez krótki czas używano nazwy Cedno (użytą m.in. w pracy Włodzimierza Dzwonkowskiego Prahistorja ziem polskich z 1918 roku). W obiegu były także nazwy Cedzyna oraz Szczerbiec. Obecną nazwę wprowadzono w 1946 roku. W latach następnych nastąpiła odbudowa zabudowań i infrastruktury miejskiej. W związku ze zmianą granic nie została odbudowana linia kolejowa, tak że dziś nie pozostał po niej żaden ślad. W 1957 roku liczba mieszkańców wynosiła 1040 osób.

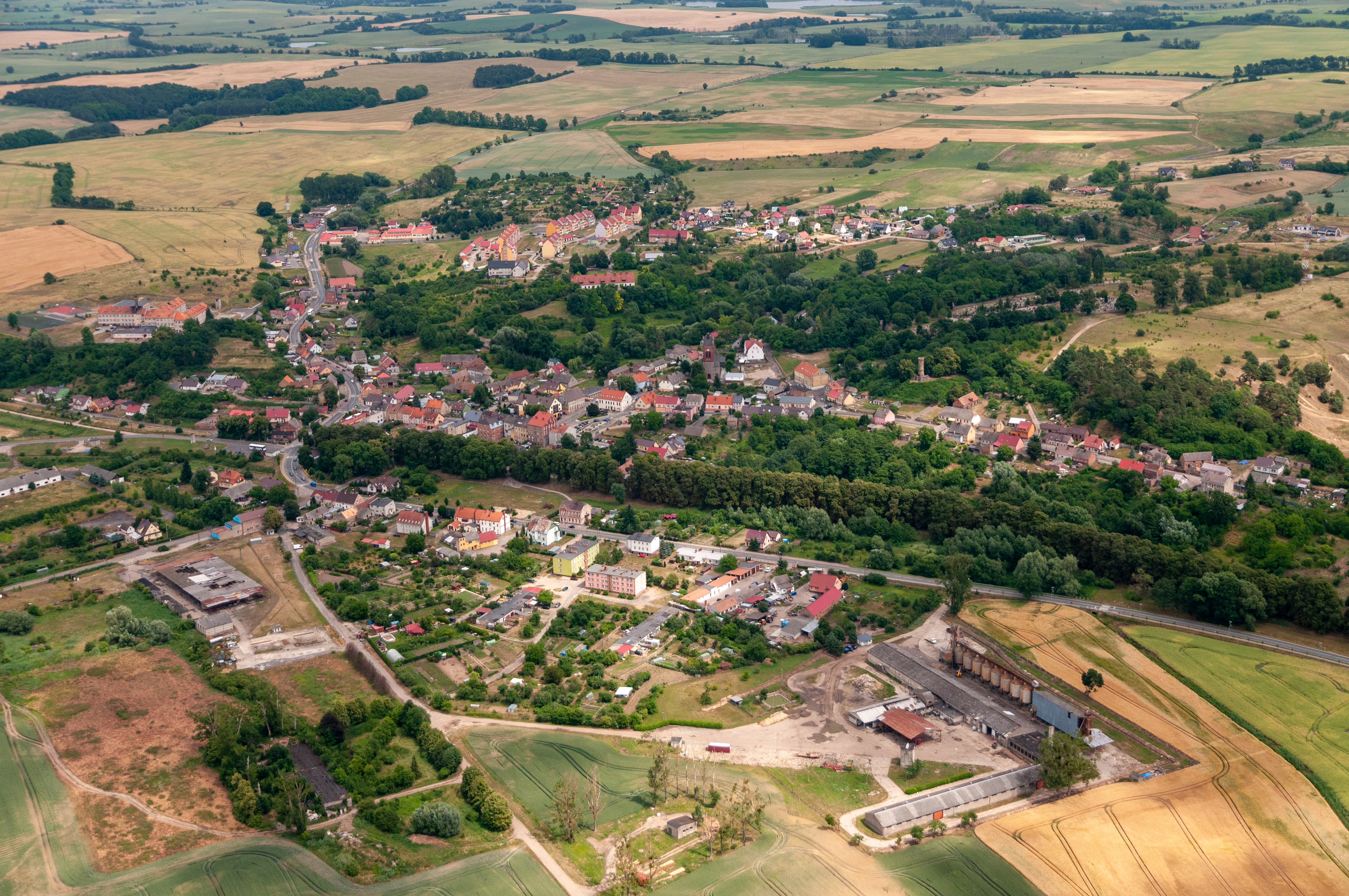
Cedynia z lotu ptaka

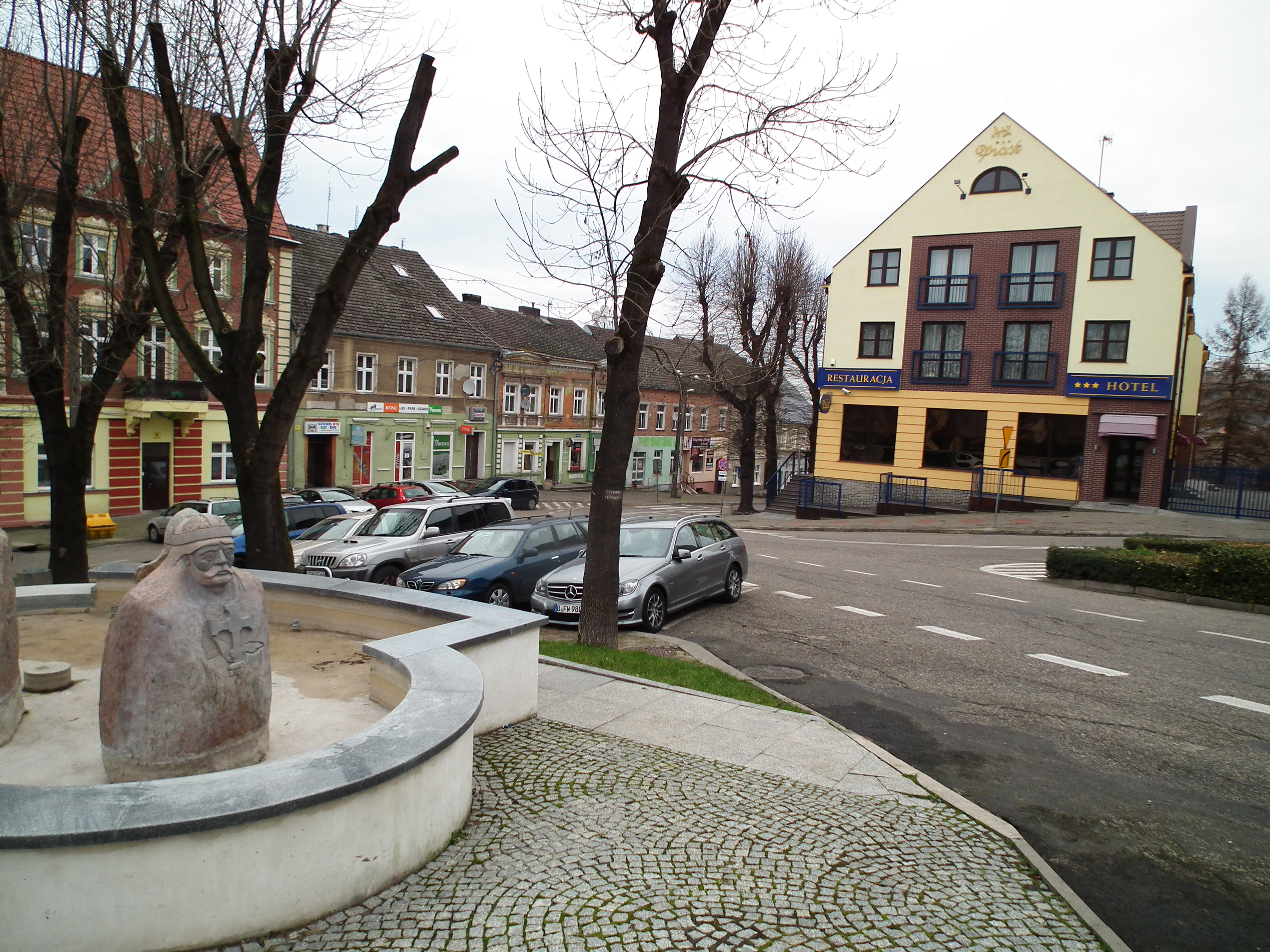
Fragment centrum

W 1972 roku w rocznicę millenium bitwy wybudowano na wzgórzu Czcibora pod Cedynią Pomnik Polskiego Zwycięstwa nad Odrą, zaś w samej Cedyni kilka kolejnych monumentów, między innymi trzy mozaiki. Dwie z nich przedstawiają w mocno stereotypowy sposób scenę bitwy, w której Niemcy ukazani są w ciemnych-czarnych odzieniach.
Od 1945 roku Cedynia jest najbardziej wysuniętym na zachód miastem Polski, przejmując ten tytuł od Międzychodu (1920–1939), Czeladzi (1793–1795) i Bledzewa (1458–1793).
W latach 1954–1972 miasto nie należało, ale było siedzibą władz gromady Cedynia (gromada). W latach 1946–1998 miasto administracyjnie należało do województwa szczecińskiego.

## Demografia
Struktura demograficzna mieszkańców Cedyni według danych z 31 grudnia 2008:
| Opis                                | Ogółem | Ogółem | Kobiety | Kobiety | Mężczyźni | Mężczyźni |
| ----------------------------------- | ------ | ------ | ------- | ------- | --------- | --------- |
| Jednostka                           | osób   | %      | osób    | %       | osób      | %         |
| Populacja                           | 1640   | 100    | 816     | 49,76   | 824       | 50,24     |
| Wiek przedprodukcyjny (0–17 lat)    | 358    | 21,83  | 158     | 9,63    | 200       | 12,2      |
| Wiek produkcyjny (18–65 lat)        | 1098   | 66,95  | 523     | 31,89   | 575       | 35,06     |
| Wiek poprodukcyjny (powyżej 65 lat) | 184    | 11,22  | 135     | 8,23    | 49        | 2,99      |

| Rok  | Liczba ludności |
| ---- | --------------- |
| 1995 | 1696            |
| 1996 | 1705            |
| 1997 | 1691            |
| 1998 | 1686            |
| 1999 | 1672            |
| 2000 | 1722            |
| 2001 | 1733            |
| 2002 | 1713            |
| 2003 | 1698            |
| 2004 | 1687            |
| 2005 | 1686            |

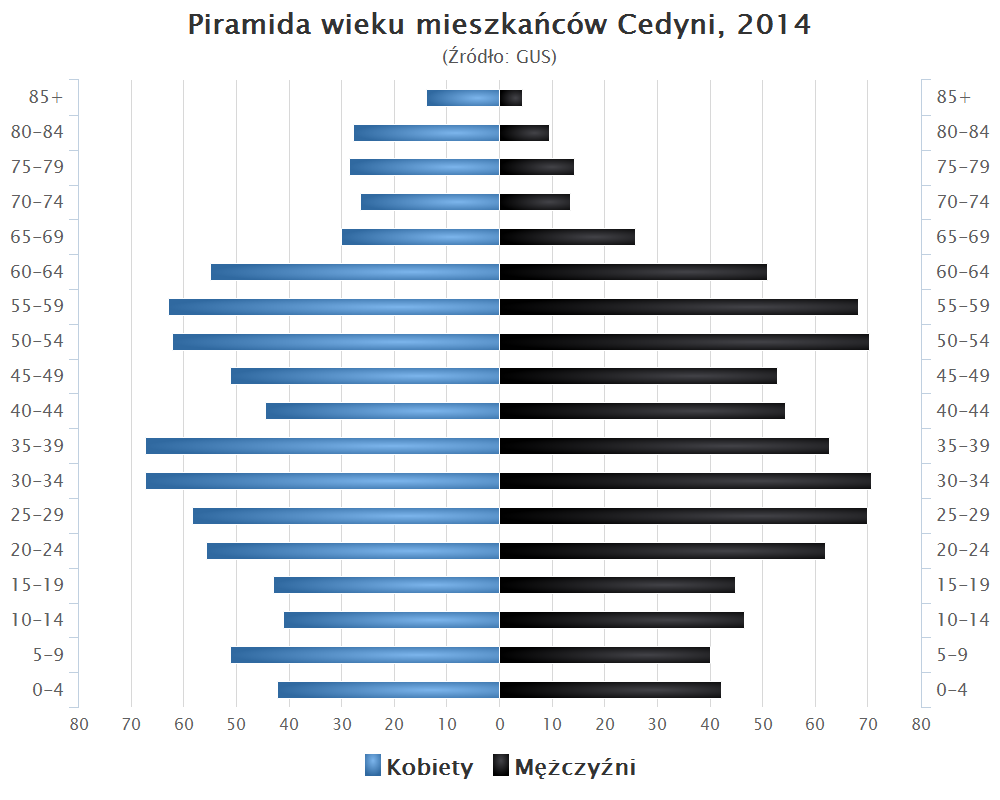
Piramida wieku mieszkańców Cedyni w 2014 roku

Według danych z 2015 r. miasto miało 1630 mieszkańców.

## Turystyka

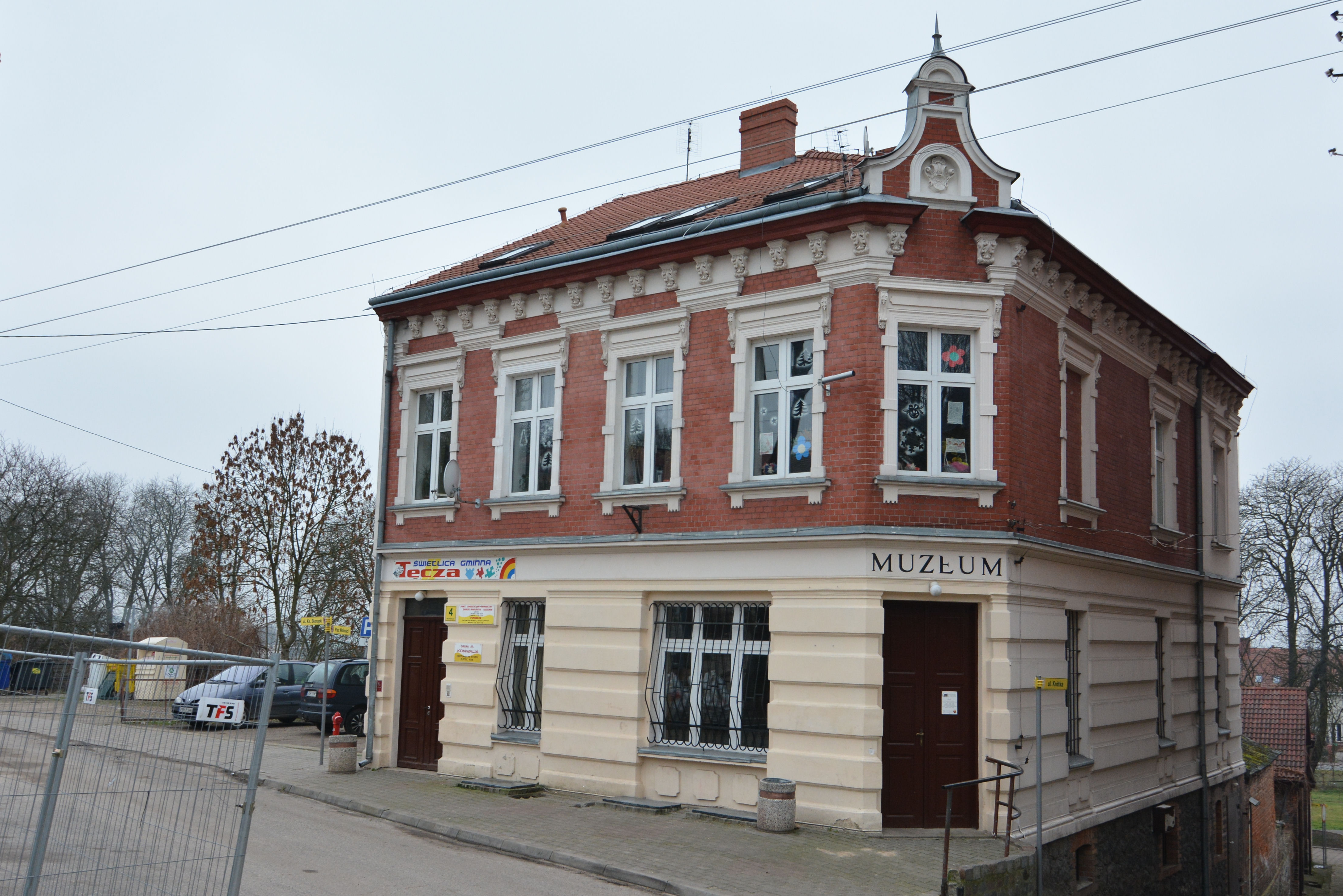
Muzeum Regionalne w Cedyni

- Cedyński Park Krajobrazowy
- Cedyński Klub Rowerowy - działające od 2008 r. stowarzyszenie kultury fizycznej, organizujące wycieczki i rajdy rowerowe, przeważnie na terenie powiatu gryfińskiego.
- Muzeum Regionalne
- Pomnik Polskiego Zwycięstwa nad Odrą na Górze Czcibora, zbudowany w 1972 roku
- Stanowiska archeologiczne
  - otoczone wałami grodzisko z IX-XII w. z fragmentem zrekonstruowanego ostrokołu
  - osiedla kultury łużyckiej z VII-VI w. p.n.e.,
- Osada z X-XII w.

### Zabytki
Zabytki chronione prawnie w Cedyni:
- kwartał zabudowy od XII w. do początku XX w.[19],
- kościół pw. Narodzenia NMP z 2. połowy XIII w., gotycki, przebudowany pod koniec XIX w.,
- klasztor cysterek (skrzydło zach.), odbudowany po 1983 r. jest obecnie hotelem,
- cmentarz żydowski z XVIII w. (ul. Kościuszki),
- ratusz z 1840 r.
- ceglano-kamienna wieża widokowa z 1895 r. przy ul. Kościuszki; w r. 2020 poddana remontowi kosztem 1,5 mln zł; z wieży rozciąga się imponujący widok na dolinę Dolnej Odry i wzgórza w rejonie Bielinka, gdzie dolina rzeki ulega zwężeniu; przy dobrej pogodzie widoczność sięga 50 kilometrów[20].

## Sport
W mieście działa występujący obecnie w klasie okręgowej klub piłkarski UKS Czcibor Cedynia. Został on założony 26 maja 1946 roku i jest jednym z pierwszych klubów powstałych na terenie województwa zachodniopomorskiego. Posiada sekcje seniorów, juniorów, trampkarzy oraz drużynę kobiecą. Najsłynniejszym wychowankiem Czcibora jest były reprezentant Polski oraz zawodnik m.in. Lecha Poznań Czesław Jakołcewicz.
W 2007 roku zarejestrowane zostało Cedyńskie Bractwo Historyczne Comitatus, którego celem jest propagowanie wiedzy historycznej poprzez organizowanie pokazów historycznych, prelekcji, dyskusji czy też warsztatów dawnego rzemiosła. Dzięki współpracy z archeologami, historykami, muzealnikami oraz grupami odtwórstwa historycznego rozpowszechniają wiedzę historyczną w sposób niezwykle atrakcyjny. Bractwo stara się również o odtworzenie X-wiecznego grodziska.

## Transport

### Transport drogowy
- 124 – droga wojewódzka łącząca miasto od południowego zachodu z przejściem granicznym w Osinowie Dolonym a od północnego wschodu z Chojną, łącząc się z droga krajowa nr 26 oraz droga krajowa nr 31.
- 125 – droga wojewódzka łącząca miasto od północy ze wsią Bielinek a od wschodu z Golicami, Klępiczem, Moryniem i Wierzchlasem, gdzie łączy się z drogą krajową nr 31.

Komunikacją autobusową zajmuje się PKS w Gryficach, obsługuje kursy do: Bielinka, Golic, Orzechowa, Osinowa Dolnego, Piasku, Starej Rudnicy i Starego Kostrzynka. Oprócz tego istnieją kursy do Chojny i Dębna obsługiwane przez PKS w Myśliborzu.

### Transport kolejowy
Obecnie w Cedyni nie ma żadnej działającej stacji kolejowej. Od 30 października 1930 r. do 1945 r. istniała stacja na linii kolejowej Bad Freienwalde Klbf. – Cedynia.

## Administracja

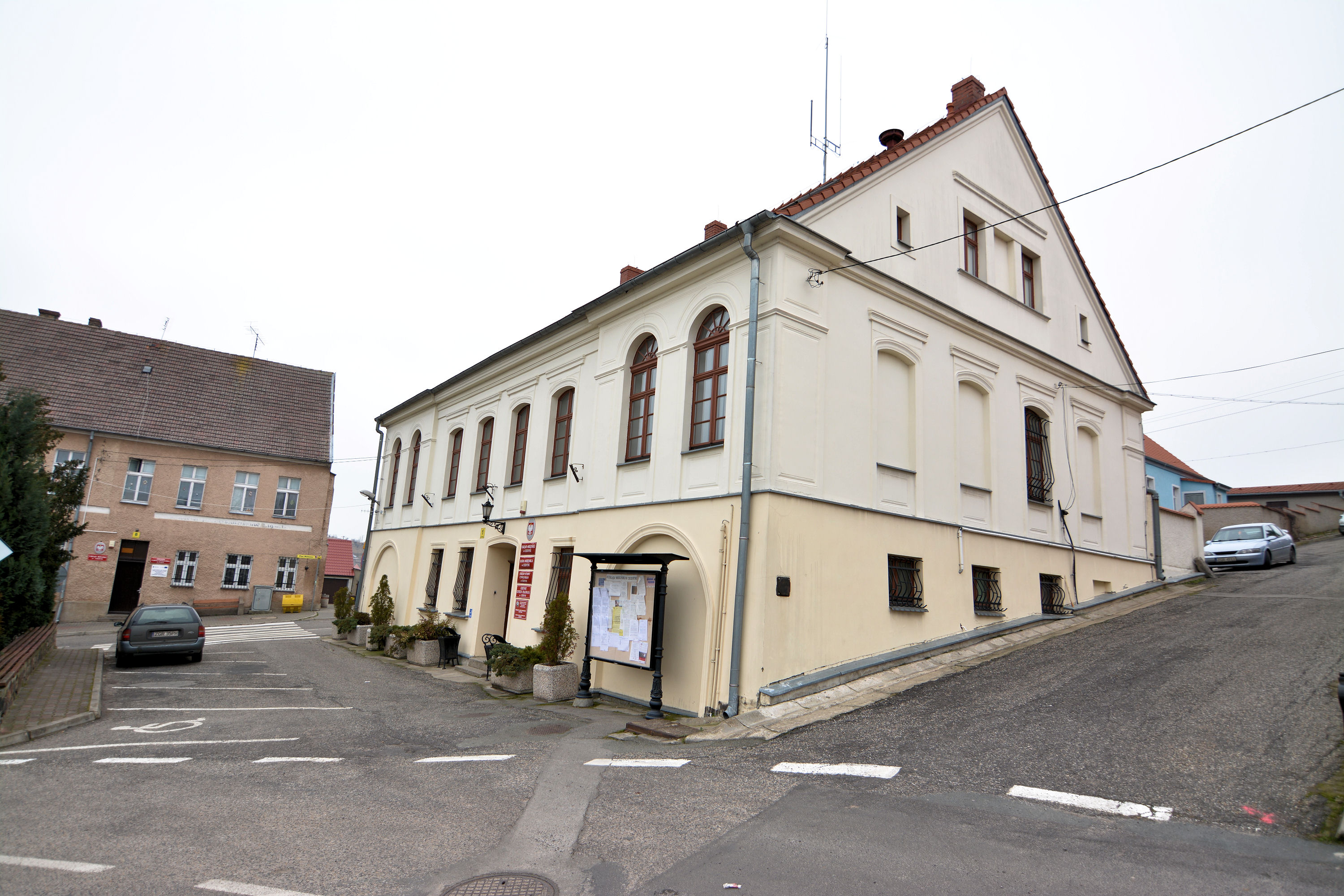
Ratusz w Cedyni

Miasto jest siedzibą gminy miejsko-wiejskiej. Mieszkańcy Cedyni wybierają do swojej rady miejskiej 6 radnych (6 z 15). Pozostałych 9 radnych wybierają mieszkańcy terenów wiejskich gminy Cedynia. Organem wykonawczym jest burmistrz. Siedzibą władz jest budynek przy placu Wolności.
Gmina Cedynia utworzyła w obrębie całego miasta jednostkę pomocniczą – „Osiedle Cedynia”. Organem uchwałodawczym osiedla jest ogólne zebranie mieszkańców Cedyni, które wybiera 3-osobowy zarząd osiedla, na czele z przewodniczącym.
Mieszkańcy Cedyni wybierają parlamentarzystów z okręgów wyborczych z siedzibą komisji wyborczej w Szczecinie, a posłów do Parlamentu Europejskiego z okręgu wyborczego nr 13.